# 김경섭 (1940년)
김경섭(金庚燮, 1940년 6월 10일 ~ )은 대한민국 대표 코치이자 강연자 사회운동가이다. 호는 弘宣,  본관은 益和(김녕김씨 익화군파)

## 주요 경력
- 한국리더십센터 회장
- 김영사 대표이사
- 김컨설턴트사 대표

## 주요 이력
한양대학교 공과대학을 나온 그는 후일 미국University of Pennsylvania에서 공학 박사 학위를 받았다. 그의 연구논문, Solid Transportation via Pipeline 은 골재, 캡슐의 파이프라인 수송에 관한 것으로 U.S. Department of Transportation 의 정부 출간 도서로 채택되었고, 지하 초고속 인간수송 연구의 시초가 되었다. 동시에 그는 Wharton 경영대학원에서 리더십을 연구하였다. 성공하는 사람들의 7가지 습관, CEO리더십, CEO코칭, 창의적 교수법과 같은 세계적인 리더십 교육과 프랭클린 플래너, 국제 코치 인증 과정 등을 한국에 최초로 도입하며 리더십과 코칭 분야의 선구자로 자리잡았다. 대표 역서로는 《성공하는 사람들의 7가지 습관》,《소중한 것을 먼저하라》,《신뢰의 속도》,《결정적 순간의 대화》 등이 있다. 현재는 한국리더십센터 회장직과 IECCF이사장직을 맡고 있으며 리더십 강연과 코칭에 힘쓰고 있다.

## 약력
김경섭은 1940년 6월 10일, 전남 고흥읍 비아마을에서 玉江 김규환과  城豆堂 신오심의 차남으로 태어났다. 가난한 농촌에서 태어난 그는 말더듬이로 집단 따돌림의 대상이었는데, 초등학교 선생님의 지도 덕분에 학생 독립운동 발상지였던 광주서중학교, 광주제일고등학교에 진학했다. 중학교 2학년 때 좁은 고국의 농토를 넓히는 간척엔지니어의 꿈을 찾았고 대학에서 토목과 환경공학을 전공했다. 대학 재학 중에는 학생대표로 4∙19 혁명에 앞장서 도서관에서 공부하던 학생들을 청와대 후문까지 진출, 이대통령의 하야선언을 받아내었다. 유펜에서 유학할 때에는 필라델피아 교민/학생회장으로 노벨문학상의 펄벅여사를 도와 한국입양아 지위향상에 노력하였다. 1969년 김순경 박사와 함께 ‘한국수난자가족돕기회’를 결성하여 한국의 민주화 운동을 지원하였고, 송재 서재필 묘소발굴, 서재필재단 결성, 송재선생 국립묘지 안치에 주도적인 역할을 하였다. 1970년 '재미과학기술자협회 필라델피아 지부'를 창설하였다. 유펜에서 석, 박사 학위를 받은 후 농토를 넓히는 꿈을 이루기 위해 교수직을 거부하고 미국 건설회사에서 실무를 쌓았다. 1976년 한국 해외건설업체를 돕기 위해 김 컨설턴트사를 설립하여 해외건설 기술 전수와 수주활동으로 외화 획득에 기여했다. 그 후 ‘인생1막은 땅 넓히기 2막은 국민들의 마음을 넓히기’의 꿈을 갖고 형제들과 함께 김영사를 설립하였다. 김영사는 출판뿐만 아니라 조국의 선진화를 위해서 컴퓨터를 비롯한 최신 과학기자재를 소개하는 컨설팅도 진행했다. 컴퓨터 신기슬의 국내 도입과정에서 미국정부로부터 온 갖 박해를 인내했다.
김영사를 경영하며 '국민들의 글로벌화와 리더십 교육이 필수'임을 절감하고 1994년에 한국리더십센터를 설립하여 대통령을 비롯한 장관들, 조직장들, 대기업 임직원들에게 글로벌 명품 교육을 티칭, 멘토링, 코칭, 컨설팅 해 주었다. KBS, MBC, SBS 등 방송에 출연했고, 국제회의 및 각종 국내외 콘퍼런스에서 keynote speaker 역할을 했다. 리더십 교육의 성과와 소득, 행복지수 향상의 혜택을 확대시키기 위하여 2001년 코칭 프로그램을 한국에 도입했다. 한국코칭센터를 설립하고 한국코치협회를 창립하여 새로운 직업과 일자리를 만들었다. 2009년에 경기도 안성에 한국러닝리조트를 완공하고 본사를 이전했으며 국내외 리더들에게 휴식, 숙식, 세미나 장소를 제공하고 있다. 2010년에는 청소년들의 리더십과 진로적성, 취업코칭과 컨설팅을 위해서 한국청소년리더십센터를 설립했고, 2014년에는 아시아 유교권 국가들의 가족중심 상생문화 확산, 청소년들의 리더십 향상과 청년들의 일자리 창출을 위한 Asia Leadership Group을 창설했으며, 2018년에는 心性(마음과 성품) 병을 에방, 치유 해 주는 CC(Coach Consultant)들 모임인 ICCF(International Coach Consultant Federation)의 창립 이사장으로 선출되었다. 2019년에는 7만(남쪽5만,북쪽2만) 익화김씨의 종친회장으로 취임하여 국내 300여 종친회 현대화와 종친들 남북교류를 추진하고 있다.
2020년에는 정경CC로 활동하면서 한국과 미주에서 활동하는 한인 정치인들과 경제인들을 코컨잉 하면서 "Korea2045 비전" 실현에 헌신하고 있다.  

## 학력
- 1953 고흥서초등학교 4회 졸업
- 1956 광주서중학교 31회 졸업
- 1959 광주제일고등학교 4회 졸업
- 1965 한양대학교 공과대학 토목공학과 학사
- 1967 University of Pennsylvania 환경공학과 석사
- 1970 Wharton Business School에서 Leadership 관련 과정
- 1976 University of Pennsylvania 시스템공학과 박사

## 경력
- 現 한국리더십센터 회장
- 現 아시아리더십그룹 이사장
- 現 ICCF(국제코치컨설턴트연맹) 이사장
- 現 익화종친회 대종회장
- 前 한국코치협회 창립 회장
- 前 ICF(국제코치협회) 한국지회 회장
- 前 한국청소년리더십센터 회장
- 前 ㈜김영사 대표이사
- 前 김컨설턴트사 설립 및 경영

## 저서 및 칼럼
- 「뉴리더의 조건」 워렌 베니스 저, 김영사, 1992
- 「성공하는 사람들의 7가지 습관」 스티븐 코비 저, 김영사, 1994
- 「소중한 것을 먼저 하라」 스티븐 코비 외 공저, 김영사, 1997
- 「카리스마는 죽었다」 미래의 리더, 스티븐 코비 외 공저, 책누리, 1997
- 「시간관리와 인생관리를 위한 10가지 자연법칙」 하이럼 스미스 저, 김영사, 1998
- 「성공하는 가족들의 7가지 습관」 스티븐 코비 저, 김영사, 1998
- 「성공하는 10대들의 7가지 습관」 숀 코비 저, 김영사, 1999
- 「존 숄의 행복한 고객을 만드는 고품질 서비스」 존 숄 저, 김영사, 2000
- 「원칙중심의 리더십」 스티븐 코비 저, 김영사, 2001
- 「인생에서 가장 소중한 것」 스티븐 코비 저, 김영사, 2002
- 「창의적 교수법」 밥 파이크 저, 김영사, 2004
- 「균형 잡힌 삶을 살아라」 로저&레베카 메릴 공저, 물푸레, 2004
- 「프로페셔널 코치로 성공하기」 샌디 바일러스 공저, 김영사, 2004
- 「자녀교육의 원칙」 김영순 공저, 21세기북스사, 2005
- 「최고의 성과를 내는 3가지 성공사이클」 가와니시 시게루 저, 3Mecca, 2007
- 「스티븐코비의 오늘 내인생 최고의 날」 스티븐코비 저, 김영사, 2007
- 「결정적 순간의 대면」 조셉 그레니 저, 김영사, 2008
- 「신뢰의 속도」 스티븐 M.R. 코비, 김영사, 2009
- 「인플루엔서」 조셉 그레니 외 저, 김영사, 2011
- 「꿈과 끼를 펼쳐라」KLC출판사, 2013

## 수상 및 인정
- 2018년 국제코치컨설턴트연맹(ICCF) 이사장 공로
- 2015년 아시아리더십그룹 창설 공로
- 2003년 한국코치협회 초대 회장 공로
- 2003년 ICF(국제코치연맹) 한국 지회장 공로
- 2007년 국제인증코치: PCC, CPCC 자격증 획득
- 2008년 여성신문사 선정 양성평등 남성 리더 100인 선정
- 2008년 제7회 한국 HRD 대상 공로상
- 1979년 한국 해외건설협회 수주/기술교육 명예이사
- 1975년 학위논문, Solid Transportation via Pipeline 이 미국 정부 발간물로 선정
- 1968년 미국 필라델피아 교민/학생회 회장